# Шопо-коп
«Шопо-коп» (англ. Paul Blart: Mall Cop) — американский комедийный фильм 2009 года, режиссёра Стива Карра. Сценаристами выступили Кевин Джеймс и Ник Бэкей. Кевин Джеймс же и исполняет главную роль — он играет полицейского Пола Бларта.
Фильм был выпущен в Соединённых Штатах 16 января 2009 года, и распространяется компанией Columbia Pictures. 
В 2015 году было выпущено продолжение — «Толстяк против всех».

## Сюжет
Пол Бларт живёт в Уэст-Ориндже, штат Нью-Джерси, со своей дочерью-подростком Майей и матерью Маргарет. Стремясь поступить в полицию штата Нью-Джерси, он тренируется в полицейской академии, но его гипогликемия приводит к тому, что он падает в обморок и не сдаёт экзамен. Чтобы лучше подготовиться к своей будущей карьере, Бларт устраивается на работу охранником, в торговый центр West Orange Pavilion. Бларт патрулирует торговый центр на сигвее и тренирует Века Симмса, новичка, который не заинтересован в работе. 
Пол знакомится с Эми Андерсон, продавщицей в новом киоске. Однажды вечером он встречает её на вечеринке в Joe's American Bar and Grill с другими сотрудниками торгового центра, на которой Бларт напивается и выпадает из окна.
Два дня спустя, ночью в черную пятницу, банда преступников, замаскированных под помощников Санта Клауса, совершает ограбление. Грабители берут Эми и других клиентов в заложники. Симмс объявлен лидером банды - его работа в торговом центре была уловкой для сбора данных. Они держат заложников, в качестве страховки, для будущего побега банды. 
Бларт проникает в торговый центр и обнаруживает, что весь торговый центр эвакуирован, и находится на чрезвычайном положении. Осознав это, он вызывает полицию и выходит из торгового центра, чтобы поговорить с сержантом Говардом. Бларт понимает, что Эми всё ещё внутри, и решает вернуться в торговый центр, чтобы найти её. Прибывает команда спецназа с командиром Джеймсом Кентом. Кент, бывший одноклассник и хулиган, из детства Бларта, берёт на себя управление полицейскими подразделениями и приказывает Бларту не вмешиваться. Пол отказывается и пытаясь спасти заложников самостоятельно выступает против команды Симмса, используя импровизированные меры, чтобы убить их одного за другим. Он обнаруживает коды кредитных карт, написанные невидимыми чернилами на руках грабителей, и понимает, что их реальные планы выходят за рамки простого ограбления.
Майя, не зная о том, что произошло, появляется в торговом центре, чтобы принести Бларту немного еды, но оставшиеся приспешники Симмса хватают её, и она тоже становится заложником. Полу удаётся победить всех сообщников Симмса и он пытается эвакуировать заложников, вытаскивая их через вентиляционное отверстие. План проваливается, когда Леон не успевает подойти. Симмс входит в комнату, обезвреживает Бларта и заставляет его отказаться от кодов кредитных карт, которые он записал на свой сотовый телефон. Симмс бежит, уводя с собой Эми и Майю. Когда полиция штурмует торговый центр, чтобы задержать преступников и спасти заложников, Бларт одалживает минивэн и присоединяется к Кенту, чтобы преследовать Симмса в аэропорту, где он пытается сбежать на Каймановы острова.
После непродолжительной драки Бларт побеждает Симмса и надевает на него наручники. Спустя несколько мгновений, Кент угрожает Бларту пистолетом, показывая, что он был в сговоре с Симмсом. Кент требует телефон с кодами от Бларта, который отказывается и уничтожает телефон. Прежде чем Кент успевает выстрелить в Бларта, прибывает шеф Брукс из службы безопасности торгового центра и стреляет в руку Кента. Кент и Симмс арестованы, а Эми и Майя благополучно возвращены. За храбрость и помощь Говард предлагает Барту работу в полиции штата Нью-Джерси. Но Пол необъяснимо отказывается, предпочитая оставаться в торговом центре. Бларт и Эми в конце концов поженились в торговом центре, где обменялись клятвами на чёрно-белых сигвеях.

## В ролях
- Кевин Джеймс — Пол Бларт
- Джайма Мэйс — Эми Андерсон
- Кейр О’Доннелл — Век Симмс
- Бобби Каннавале — командир Джеймс Кент
- Адам Феррара — сержант Ховард
- Питер Джерети — шеф Брукс
- Стивен Ранназци — Стюарт
- Джамал Миксон — Леон
- Адхир Калян — Пахуд
- Эрик Авари — Виджай
- Райни Родригес — Майя Бларт
- Ширли Найт — Маргарет Бларт
- Аллен Коверт охранник
- Гари Валентайн — певец караоке

## Производство
Производство фильма началось в конце февраля 2008 года в Бостоне, большая часть съёмок проводилась в торговом центре Burlington Mall в Берлингтоне, штат Массачусетс. С конца февраля до середины апреля торговый центр и его магазины были украшены рождественскими украшениями, а также внутри была построена деревня Санта-Клауса.  Съёмки интерьера проводились, в основном, ночью. Некоторые воздушные трюки были выполнены на Саут-Шор-Плаза в Брейнтри, штат Массачусетс, так как конструкция торгового центра в Берлингтоне не позволяла выполнять некоторые из них.

## Релиз

### Критика
В целом, фильм получил негативные оценки критиков.
На сайте обзоров Rotten Tomatoes фильм имеет рейтинг 32 %, на основании 114 рецензий критиков, со средней оценкой 4,6 из 10. Критический консенсус сайта гласит, что у фильма «есть смешные моменты, но его сюжет хлипок, и отсутствует какой-либо устойчивый комический импульс.».
На Metacritic, фильм набрал 39 баллов из 100, основываясь на 24 отзывах, что указывает на: «в целом неблагоприятные отзывы».
Однако американский критик Роджер Эберт из Chicago Sun Times дал ему три звезды из четырёх, восхваляя «полезную» комедию фильма.

### Касса
Фильм занял первое место в отечественном прокате, собрав 9 791 368 долларов. В течение всех первых трех уик-эндов фильм оставался на первом месте, заработав в общей сложности 31 832 636 долларов.
По состоянию на 2009 год фильм заработал 36 625 591 долларов США на международном уровне, в результате чего общий мировой доход составил 183 293 131 доллар США, при скромном бюджете в 26 000 000 долларов.

## Саундтрек
Музыка, звучащая в фильме:
- Frankenstein — создание и исполнение: Эдгар Винтер
- Mr. Blue Sky — создание и исполнение: Джефф Линн
- Hark! The Herald Angels Sing — создание и исполнение: Чарли Уэсли, Феликс Мендельссон-Бартхолди и Уильям Каммингс
- O Tannenbaum
- Ding Dong Merrily on High
- Turn Up the Music (The World Is Watching You) — исполнение: Джессика Фергюсон
- I Can't Hold Back —  исполнение: Survivor
- Take It on the Run — создание:  Гари Ричард
- Runaway — создание: Джон Бон Джови и Джордж Каракоглоу
- Weekend in New England — исполнение: Барри Манилоу
- Parade of Champions — исполнение: Patriotic Fathers
- Detroit Rock City — исполнение: Kiss
- My Bubble Gum — исполнение: Rasheeda
- Do the Thang Thang — исполнение: Шакира
- Caribbean Sea — исполнение: Джон Костелло
- Think I'm in Love — исполнение: Эди Мани
- The Twelve Days of Christmas
- We Wish You a Merry Christmas

## Продолжение
Компания Sony выразила заинтересованность в создании продолжения фильма в январе 2009 года.
В начале 2014 года было подтверждено, что студия начала работу, а съёмки стартовали в апреле 2014 года.
Энди Фикман был нанят для постановки сиквела, в то время как Кевин Джеймс написал сценарий в соавторстве с Ником Бэкеем, и вернулся к главной роли в картине.
Сиквел получил название Paul Blart: Mall Cop 2 и вышел на экраны 17 апреля 2015 года.